# Calorifère-Heizung

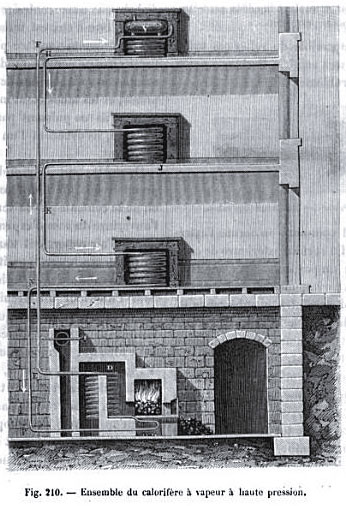
Aufbau einer Calorifère-Heizung

Als Calorifère-Heizung wird eine Art Warmluftheizung bezeichnet, mit der verschiedene Räume, vor allem besonders große, von einer Quelle aus beheizt werden können.
Der eigentliche Calorifère-Raum ist komplett ummauert und nur durch eine kleine Öffnung zugänglich. In ihm befindet sich Ofen, Fuchs mit Rauchrohr und Verdunstungsrohr. Befeuert wird der Ofen von einem Vorraum. Der heiße Rauch wird durch das Rauchrohr geführt und erwärmt dieses, das dann wiederum die sich im Raum befindliche Luft aufwärmt, die über Warmluftkanäle in die zu beheizenden Räume geführt wird.
Von außerhalb kann Frischluft zugeführt werden, was mittels eines entsprechenden Schiebers geschieht. Um eine zu große Trockenheit der Luft in den zu beheizenden Räumen zu vermeiden, sind in dem calorifèren Raum halbzylindrische Rohre eingelassen. Sie werden mit Wasser befüllt und regeln so die Luftfeuchtigkeit. Klappen in Verbindung mit den Rohrschlangen können von außen geöffnet werden und dienen der Rohrreinigung.